# Sidney Willis
Sidney Willis war ein britischer Schwimmer.

## Karriere
Willis nahm 1908 an den Olympischen Spielen in London teil. Dort musste er sich im Wettbewerb über 100 m Rücken im zweiten Vorlauf dem Deutschen Max Ritter geschlagen geben.